# Darin Binning
Darin Perry Binning (* 5. Mai 1966 in Rock Springs, Wyoming) ist ein ehemaliger US-amerikanischer Biathlet.

## Karriere
Binning trat erstmals 1987 bei den nationalen Meisterschaften im Biathlon in Erscheinung, als der US-Meister über 20 Kilometer wurde. Bei den anschließenden nordamerikanischen Meisterschaften im gleichen Jahr trat er in den Einzelrennen über 10 und 20 Kilometer an. Dabei erreichte er die Plätze fünf und sieben. Des Weiteren nahm Binning an den Olympischen Winterspielen 1988 in Calgary teil. Im Einzelwettkampf über 20 Kilometer wurde der 42. Den Staffelwettbewerb beendete er mit seinen Teamkollegen Lyle Nelson, Curt Schreiner und Josh Thompson auf dem neunten Rang.
Nach dem Ende seiner Karriere ließ sich Binning in seiner Heimatstadt Pinedale, Wyoming nieder.